# Antonio Gramsci
Antonio Gramsci (22 tháng 1 năm 1891 – 27 tháng 4 năm 1937) là một nhà triết học, nhà chính trị và lý luận chính trị, nhà ngôn ngữ học và ký giả người Ý. Gramsci là một trong những người sáng lập và lãnh đạo một thời gian ngắn Đảng Cộng sản Ý. Về mặt triết học, ông là một trong những nhà tư tưởng cực kỳ quan trọng của chủ nghĩa Marx Tây phương, đã góp phần mở rộng phân tích Marxist, vốn chỉ chú trọng phạm trù kinh tế chính trị, sang phạm trù văn hóa xã hội.